# Unicachi (distrito)
Unicachi é um distrito do Peru, departamento de Puno, localizada na província de Yunguyo.

## História
O então Presidente da República, Fernando Belaúnde, baixou o decreto nº 23382 de 18 de maio de 1982, crea o distrito da Unicachi.

## Alcaides
- 2011-2014: José Coarita Yapuchura.
- 2007-2010: Elmer Ladislao Yapuchura Uchasara.

## Festas
- São Pedro i São Paulo
- Nossa Senhora do Rosário

## Transporte
O distrito de Unicachi não é servido pelo sistema de estradas terrestres do Peru.